# 盧維尼大樓

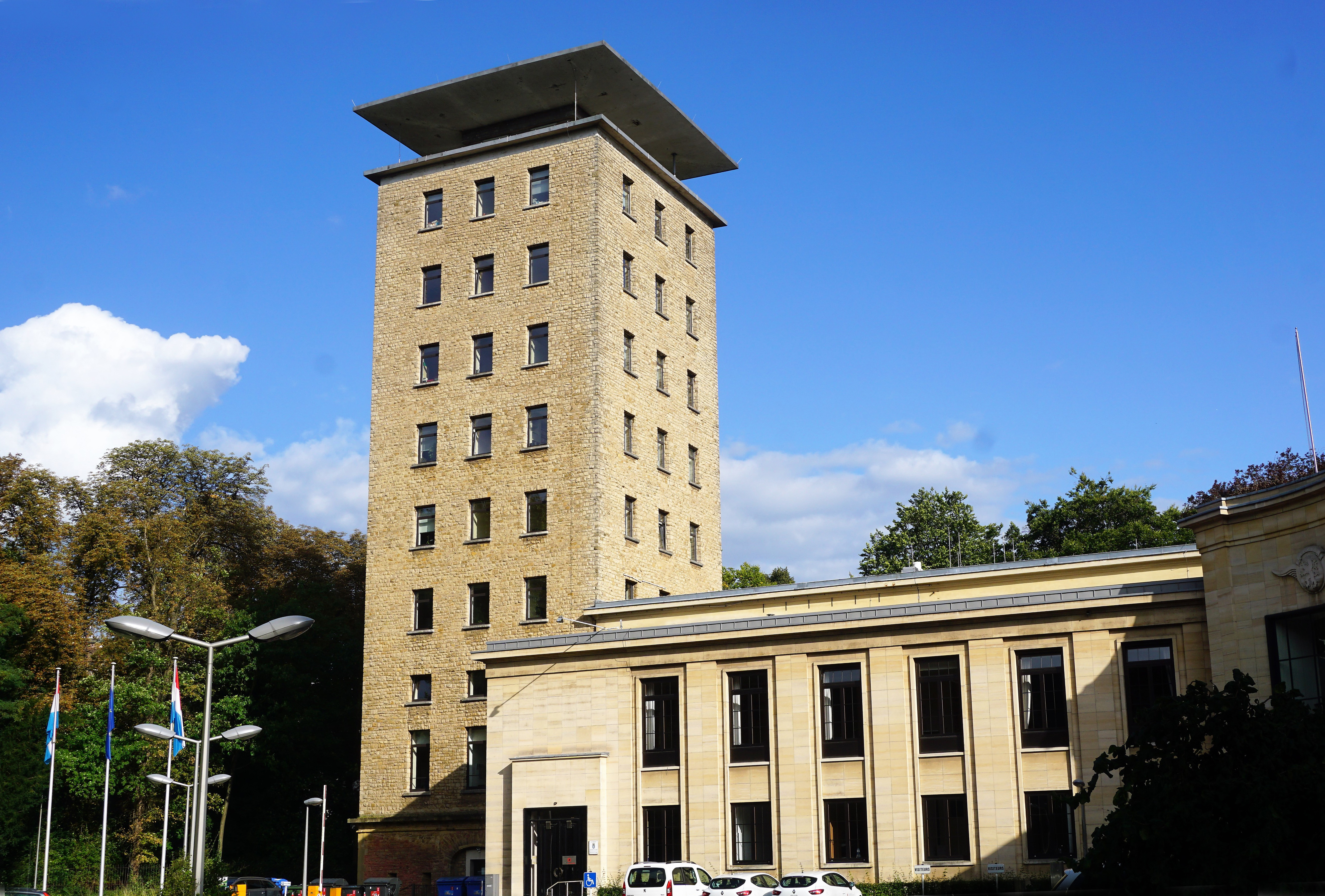
盧維尼大樓

盧維尼大樓（Villa Louvigny）是位於盧森堡南部盧森堡市的一座大樓，也曾是RTL集團成員盧森堡電視公司的總部大樓。盧維尼大樓修建於1920年，這裡原本是盧森堡老城堡的盧維尼堡壘。盧維尼大樓曾在1962年和1966年兩次舉辦歐洲歌唱大賽。